# Јовица Николић
Јовица Николић (11. јул 1959. Светозарево) је бивши југословенски фудбалер који је играо као централни везни играч, а садашњи фудбалски тренер. У току вишегодишње каријере наступао је за ФК Јагодину и Црвену звезду, а у иностранству у португалским тимовима.

## Клупска каријера
У СФР Југославији, он је играо за ФК Јагодина и Црвена звезда. Са Црвеном звездом је освојио две Лиге и један Куп. У првој сезони постигао је осам голова на 22 утакмице што му је и најбољи скор у националном првенству, док је у последње две сезоне мање био у комбинацији (само 14 наступа у лиги). Узрок томе је и лом ноге у дуелу са играчем Партизана Милошем Ђелмашем на вечитом дербију 1986. године.
У лето 1989, са 30 година, напушта Црвену звезду и потписује за Салгеирос у Португалији, помажући клуб у својој првој сезони да буде у горњем делу табеле. У првој сезони постиже 6 голова у 36 утакмица. У клубу је играо са земљацима Чедомиром Ђоинчевићем и Стеваном Миловцем.
Николић је престао да игра у својој 36. години, након две сезоне проведене у екипи Маја у португалској трећој дивизији.
Крајем маја 2008, он је имао своје прво тренерско искуство, ФК Ордабаши у Казахстану.

## Репрезентативна каријера
Николић је одиграо једну утакмицу за Југославију, против Источне Немачке 28. септембра 1985. (меч се играо у Београду). Утакмица је завршена поразом 1:2, а играла се у оквиру квалификација за светско првенство 1986. у Мексику.
Пре тога, играо је за Олимпијску репрезентацију на Летњим олимпијским играма у Лос Анђелесу 1984. године. У 5 утакмица постигао је 3 гола, и са репрезентацијом освојио бронзану медаљу.

## Трофеји
Клупски:
ФК Црвена звезда:
- Југословенска лига: 1983/84, 1987/88.
- Куп Југославије: 1984/85.

Салгуеирос
- Друга дивизија: 1989/90.

Репрезентација:
- Летње олимпијске игре: Бронзана медаља 1984.